# Bone Machine
Albums de Tom Waits
Frank's Wild Years The Black Rider
Bone Machine est un album de Tom Waits sorti en 1992 sur le label Island Records.

## Historique
La chanson That feel a été co-écrite avec Keith Richards. Le morceau Goin’ Out West se retrouve dans le film Fight Club, lorsque les deux personnages principaux entrent pour la première fois dans le bar. Le clip vidéo pour le single I Don’t Wanna Grow Up, fut tourné et réalisé par Jim Jarmusch dans le comté de Sonoma en Californie du Nord.
Bone Machine fait partie des 1001 albums qu'il faut avoir écoutés dans sa vie et obtient en 1992 le Grammy Awards du meilleur album de musique alternative de l'année.

## Titres
1. Earth Died Screaming - 3:39
2. Dirt In The Ground - 4:08
3. Such A Scream - 2:07
4. All Stripped Down - 3:04
5. Who Are You ? - 3:58
6. The Ocean Doesn’t Want Me - 1:51
7. Jesus Gonna Be Here - 3:21
8. A Little Rain - 2:58
9. In The Colosseum - 4:50
10. Goin’ Out West - 3:19
11. Murder In The Red Barn - 4:29
12. Black Wings - 4:37
13. Whistle Down The Wind - 4:36
14. I Don’t Wanna Grow Up - 2:31
15. Let Me Get Up On It - 0:55
16. That Feel - 3:11

## Musiciens
- Tom Waits - Chant, Chamberlin (1,6,9), Percussions (1,3,4,5,6,15), Guitare (1,3,5,12,14,16), Sticks (1), Piano (2, 13), Upright Bass (7), Conundrum (9), Batterie (10,11,12,16), Guitare acoustique (14)[4]
- Keith Richards - Guitare et chant (16)
- Larry Taylor - Upright Bass (1, 2, 4, 5, 8, 9, 10, 11, 12, 14, 16) ; Guitare (7)
- Waddy Wachtel - Guitare (16)
- Brain - Batterie (3, 9)
- Kathleen Brennan - Sticks (1)
- Ralph Carney († novembre 2017)- Saxophones alto et ténor (2, 3), Clarinette basse (2)
- Les Claypool - Basse (1)
- Joe Gore - Guitare (4, 10, 12)
- David Hidalgo - Violon (13), Accordéon (13)
- Joe Marquez - Sticks (1), Banjo (11)
- David Phillips - Pedal Steel Guitare (8, 13), Steel Guitare (16)